# Sankt Drottens församling
Sankt Drottens församling var en församling i Visby i Visby stift. Församlingen uppgick 1528 i Visby församling.
Drottens kyrkoruin utgör rester av församlingskyrkan.

## Administrativ historik
Församlingen bildades omkring 1230 genom utbrytning ur Sankt Pers församling och ur församlingen utbröts på 1240-talet Sankt Lars församling. Församlingen uppgick 1528 i Visby församling. 